# 雅洛米察河
雅洛米察河（羅馬尼亞語：râul Ialomiţa）是羅馬尼亞東南部的一條河流、多瑙河左支。全長417公里。
起源於南喀爾巴阡山脈的布切吉山，先向南，再向東南流經羅馬尼亞平原。在赫爾紹瓦附近注入多瑙河幹流。
流經主要城市有特爾戈維什泰和斯洛博齊亞。